# ماسوررئالیسم
ماسوررئالیسم (به انگلیسی: Massurrealism)، واژه‌ای است که در سال ۱۹۹۲ توسط هنرمند آمریکایی جیمز سیهافر ابداع شد، که روندی را در میان برخی از هنرمندان پست‌مدرن توصیف کرد که سبک‌های زیبایی‌شناختی و مضامین سوررئالیسم و رسانه‌های گروهی، از جمله هنر پاپ را در هم می‌آمیخت.

## تاریخچه
ماسوررئالیسم توسعه‌ای از سوررئالیسم است که بر تأثیر فناوری و رسانه‌های جمعی بر تصاویر سوررئالیستی معاصر تأکید دارد. جیمز سیهافر که در سال ۱۹۹۲ این واژه را ابداع کرد گفت که از او خواسته شد تا این کار را انجام دهد زیرا هیچ تعریف موجودی برای توصیف دقیق نوع کاری که او انجام می‌داد وجود نداشت، که عناصر سوررئالیسم و رسانه‌های جمعی متشکل از فناوری و هنر پاپ «شکلی از هنر تکنولوژی» را ترکیب می‌کرد. او کار خود را با استفاده از یک سبد خرید و سپس ترکیب کلاژهایی از فتوکپی‌های رنگی و اسپری رنگ با ماده سنتی رنگ روغن آغاز کرده بود.

سیهافر در سال ۱۹۹۵، یک نمایش گروهی کوچک را در نزدیکی شهر نیویورک گردآوری کرد و یک کافه سایبری محلی پیدا کرد، و شروع به ارسال مطالبی در مورد توده‌گرایی در گروه‌های خبری هنرهای اینترنتی کرد و از برخی از دانشجویان هنر آلمانی الهام گرفت تا یک نمایش توده‌گرایانه را اجرا کنند. سال بعد وب‌سایت خود را به نام www.massurrealism.com راه اندازی کرد و شروع به دریافت آثاری هم رسانه‌های ترکیبی و هم به‌صورت دیجیتالی از هنرمندان دیگر کرد. او شبکه جهانی وب را نقش مهمی در برقراری ارتباط توده‌رئالیسم می‌داند. او علاقه هنرمندان را در اروپا و در آمریکای لاتین گسترش داد سیهافر بیان کرده‌است:
| « | اعتباری برای ابداع یک تکنیک جدید به من داده نمی‌شود، و فکر نمی‌کنم که باید اعتباری برای شروع یک جنبش هنری جدید داد، بلکه صرفاً باید کلمه‌ای را برای طبقه‌بندی نوع هنر سوررئالیستی مدرن که فاقد تعریف بود، ابداع کرد. در نتیجه کلمه ماسوررئالیسم با اشتیاق بسیاری از هنرمندان مواجه شده‌است. اگرچه عده‌ای احساس می‌کنند که تعریف یک چیز آن را محدود می‌کند، اما انسان همیشه در زندگی نیاز به طبقه‌بندی و دسته‌بندی همه چیز داشته‌است. | » |